# Enoploteuthis galaxias
Enoploteuthis galaxias är en bläckfiskart som beskrevs av Berry 1918. Enoploteuthis galaxias ingår i släktet Enoploteuthis och familjen Enoploteuthidae. Inga underarter finns listade i Catalogue of Life.